# Mezina
Mezina (niem. Messendorf) – gmina w Czechach, w powiecie Bruntál, w kraju morawsko-śląskim. Według danych z dnia 1 stycznia 2012 liczyła 338 mieszkańców.